# Hugin (tijdschrift)
Hugin was een Zweeds wetenschappelijk tijdschrift dat van april 1916 tot december 1920 werd uitgegeven. De artikelen in Hugin werden door maker en uitgever Otto Witt grotendeels zelf verzonnen en waren speculatief van aard. Hij combineerde sciencefiction met wetenschap, bijvoorbeeld door te fantaseren over toekomstige wetenschappelijke ontwikkelingen. Hugin kan derhalve worden gezien als een van de allereerste sciencefictiontijdschriften. Er werden in totaal 82 edities van Hugin uitgegeven.